# سازمان جوانان مترقی
«سازمان جوانان مترقی» نخستین سازمان جنبش مارکسیستی افغانستان بود که خط فکری آن را اندیشه مائوتسه دون تشکل می‌داد و در اواسط سالهای ۶۰ هم‌زمان با ایجاد «حزب دموکراتیک خلق افغانستان» به وجود آمد.
رهبری این جریان را عمدتاً اکرم یاری، از شخصیت‌های بزرگ و آزادیخواه کشور به عهده داشت و خانوده محمودی و سایرین نیز با وی همگام بودند.

اکرم یاری

اساساً می‌توان گفت که سازمان مذکور به خاطر دفاع از مارکسیزم – لنینیزم – اندیشه مائوتسه دون در مقابل آنچه آنان «رویزیونیزم» و «سازشکاری» حزب دموکراتیک خلق (به رهبری تره‌کی و ببرک کارمل) می‌خواندند، تأسیس شد. وقتی رژیم ظاهرشاه در همین سالها دموکراسی را در حد آزادی بسیار محدود مطبوعات و اجتماعات پذیرفت، سازمان جوانان هم نشریه‌ای بنام «شعله جاوید» بیرون کشید با «تمرکز روی پخش اندیشه مائوتسه‌دون و افشاء و طرد مواضع حزب دموکراتیک خلق و رویزیونیزم شوروی». به موازات آن گردهمایی‌هایی نیز در کابل و شهرهای بزرگ دیگر برپا می‌کرد که عده کثیری از روشنفکران در آنها شرکت می‌جستند. تظاهرات و میتینگ‌ها به رهبری «شعله‌ای‌ها» (طرفداران شعله جاوید به این نام یاد می‌شوند) از نظر کمیت از حزب دموکراتیک خلق (که معروف‌ترین و قدیمی‌ترین تشکل بشمار می‌رفت) پیشی می‌گرفت و با گروه کوچک بنیادگرایان که «سازمان جوانان مسلمان» نامیده می‌شدند قابل مقایسه نبود. طرفداران این جنبش در مجموع تا امروز به نام «شعله‌ایها» یاد می‌گردند.
در آن سالها این گروه ارتجاعی (سازمان جوانان مسلمان) از سوی سازمان‌های دیگر جدی گرفته نمی‌شد تا اینکه بعد از کشته شدن سیدال سخندان یکی از کادرهای معروف سازمان جوانان به دست شخص گلبدین حکمتیار (رهبر کنونی حزب اسلامی افغانستان) تضاد بین این گروه و شعله‌ای‌ها شدت کسب کرده و به زدوخوردهای خونین منتهی گشت. با آنکه «شعله جاوید» به هزاران هواخواه پرشور و شوق دست یافته بود ولی رهبری سازمان نتوانست نیروی آنان را جهت بسیج توده‌های میلیونی دهقانان که بیش از ۹۰ درصد جمعیت افغانستان را تشکیل می‌دهند، بکار گیرد. نفوذ انقلابیون مذکور بین روشنفکران، اهالی مراکز ولایات و تعداد کمی کارگران محدود ماند.
طرفداران این جریان تظاهرات وسیع را در شهر کابل به راه می‌انداختند که بعد در سوم جوزا در جوار پوهنتون کابل در منطقه ده‌بوری به‌وسیله حکام وقت به خون کشیده شد. این روز خونین بعدها به نام روز جوانان تجلیل می‌گردید.
در اوایل سالهای ۷۰ گروه‌های مختلف درون «شعله جاوید» با گرایش های اپورتونیستی در برابر سازمان جوانان مترقی موضع گیری کرده و با طرح انتقادات غیر اصولی سبب ایجاد تفرقه در صفوف منسوبین جنبش دموکراتیک نوین افغانستان گردیدند. این امر منجر به جدایی و کار مستقلانه تشکل‌های دیگر نیز گردید که با بهانه قرار دادن مارکسیزم - لنینیزم - اندیشه مائوتسه‌دون در برابر خط سرخ رفیق اکرم یاری موضع گیری کردند. آنها مدعی بودند که مارکسیسم-لنینینسم را قبول داشتند. اما عملا از گرایش های اکونومنیستی و گواریسم نمایندگی می کردند.
اولین شماره «شعله جاوید» به تاریخ ۴ آوریل ۱۹۶۸ انتشار یافت و آخرین شماره آن به تاریخ ۱۳ جون ۱۹۶۸. مدیر مسئول و صاحب امتیاز این جریده دکتر رحیم محمودی بود.
«شعله جاوید» بعد از انتشار یازده شماره به‌وسیله حکام وقت توقیف شد که هم‌زمان با آن «سازمان جوانان مترقی» نیز به بخش‌های کوچک‌ترین تجزیه گردید که گروه‌هایی از آن تا امروز موجود اند هرچند ضعیف و گسسته از هم.
دکتر فیض احمد بنیانگذار «سازمان رهایی افغانستان» و تئوریسین جنبش چپ انقلابی در افغانستان.]]
یکی از سازمانهای منشعب این جریان «سازمان رهایی افغانستان» تحت رهبری دکتر فیض احمد بود که بعد سازمان دیگری به نام «سازمان آزادیبخش مردم افغانستان» (ساما) به رهبری مجید کلکانی از آن جدا شد و هردو جداگانه فعالیت دارند. دکتر فیض و مجید کلکانی هردو بعدها به شهادت رسیدند، اولی به‌وسیله حزب اسلامی گلبدین و دومی به‌وسیله احزاب خلق و پرچم.
امروزه سازمان کارگران افغانستان( م.ل.م) با برافراشتن درفش مارکسیسم-لنینینسم-ما‌ئوئیسم اندیشه اکرم یاری، خط سرخ صدر اکرم یاری را نمایندگی نموده، در برابر انحرافات و بقایای رویزیونیسم ایستاده است. این سازمان، در دفاع از تاریخ مدافعین خط اکرم یاری و در برابر " انتقادیونی" موضع گرفته است که به بهانه " نقد" سازمان جوانان مترقی، صدر اکرم یاری و خط وی را نفی نموده بودند. بقایای خط سیاه " منتقدین" هنوز از " اشتباهات" سازمان جوانان مترقی حرف می زنند. حال آنکه سازمان کارگران افغانستان( م.ل.م) ماهیت رویزیونیستی نسل های گذشته و کنونی " منتقدین" را افشا نموده از خط سرخ انقلاب افغانستان نمایندگی می کند.